# Michael Spavor
Michael Peter Todd Spavor est un consultant canadien qui a travaillé en Corée du Nord. Il est directeur de Paektu Cultural Exchange, un organisme qui promeut l'investissement et le tourisme en Corée du Nord.
En décembre 2018, alors qu'il vit et travaille à Dandong, du côté chinois de la frontière sino-coréenne, Spavor est arrêté par les autorités chinoises. Son arrestation est largement interprétée comme une mesure de représailles à la suite de l'arrestation par le Canada de la dirigeante Huawei, Meng Wanzhou,. Le 10 août 2021, un tribunal chinois condamne Spavor à 11 ans de prison pour espionnage. Le 25 septembre 2021, le lendemain de la libération de Meng Wanzhou, il est libéré par la Chine et retourne au Canada.

## Histoire
Michael Spavor est né à Calgary, en Alberta. Il est titulaire d'un diplôme de l'Université de Calgary en relations internationales, se concentrant sur la péninsule coréenne et les études est-asiatiques, et a étudié le commerce international et les sciences politiques à l'Université nationale de Kangwon en Corée du Sud. Spavor parle couramment le coréen, y compris le dialecte nord-coréen et le français.
Spavor s'intéresse à la Corée du Nord depuis la fin des années 1990 à la suite d'un séjour à Séoul, en Corée du Sud. Il visite le pays pour la première fois en 2001. En 2005, il devient directeur général d'une ONG basée à Vancouver et travaille pendant six mois comme enseignant dans une école affiliée à Pyongyang. La même année, il rencontre le transfuge américain James Joseph Dresnok à Pyongyang. Spavor est ami avec Kenji Fujimoto, l'ancien chef cuisinier japonais de Kim Jong-il, qu'il rencontre pour la première fois au Japon début 2016 et à nouveau en avril 2016.
En Corée du Sud, Spavor a fréquenté l'Université nationale de Kangwon et a travaillé pour l'Organisation du tourisme de Corée et l'Organisation du tourisme de Séoul. Il a également été membre du conseil de la branche coréenne de la Royal Asiatic Society de 2010 à 2013, donnant des conférences et dirigeant des excursions culturelles. Il est reconnu pour avoir restauré et vécu dans un hanok à Bugahyeon-dong dans l'ouest de Séoul et est apparu dans un clip du groupe K-pop SES.
De 2010 à 2013, Spavor travaille pour le Pyongyang Project, une organisation canadienne à but non lucratif qui organisait des échanges éducatifs en Corée du Nord et offrait des bourses aux étudiants nord-coréens à l'étranger. En 2015, il fonde le Paektu Cultural Exchange.
Spavor a des liens personnels étroits avec le dirigeant nord-coréen Kim Jong-un. Plusieurs photos montrent les deux hommes se serrant la main ou partageant des boissons. En septembre 2013, Spavor facilite la deuxième visite de Dennis Rodman en Corée du Nord et devient l'un des rares Occidentaux à rencontrer Kim alors qu'il se trouve dans la ville de Wonsan. Spavor organise aussi la visite de Rodman en 2014,. Spavor a été impliqué dans le développement financier de Wonsan, au sein de laquelle Kim Jong-un a investi au moins 150 millions de dollars.

### Paektu Cultural Exchange
En mars 2016, Spavor organise le Pyongyang International Friendship Ice Hockey Exhibition (PIFIHE), rassemblant une vingtaine de joueurs de hockey étrangers  en Corée du Nord, dont deux résidents canadiens de Corée du Sud, pour une série de parties et d'autres ateliers.
En 2017, lors d'un match de qualification entre les équipes féminines de hockey sur glace nord-coréenne et sud-coréenne pour les Jeux olympiques d'hiver de 2018, Spavor est agressé par des responsables de la sécurité sud-coréens alors qu'il tente d'afficher le drapeau nord-coréen.
En dehors des échanges sportifs, Spavor joue également un rôle dans la restauration du pavillon Ryongwang à Pyongyang, passant quatre ans sur le projet aux côtés du Fonds Prince Claus et de l'Administration nationale de la Corée du Nord pour la protection du patrimoine culturel.
Spavor est souvent consulté par des analystes et des journalistes pour sa connaissance de la Corée du Nord. Il est cependant réticent à commenter la politique et les droits de l'homme en Corée du Nord.

### Détention en Chine
En décembre 2018, la Chine arrête Spavor et Michael Kovrig, un autre ressortissant canadien, pour atteinte à la sécurité de l'État. Les arrestations surviennent neuf jours après que le Canada a arrêté Meng Wanzhou, la directrice financière de Huawei, géant des télécommunications chinois, dans ce qui devient une escalade diplomatique entre les deux pays,. L'arrestation de Meng Wanzhou est réalisée à la demande des États-Unis pour fraude bancaire.
Spavor et Kovrig seraient détenus en isolement sans être autorisés à sortir, maintenus sous éclairage et surveillance 24 heures sur 24, avec 6 à 8 heures d'interrogatoires par jour. La Chine a autorisé trois visites consulaires au 1er février 2019. Pendant la détention de Spavor, ses amis ont remarqué une activité suspecte sur ses comptes de réseaux sociaux, les laissant croire que des interrogateurs chinois accédaient à ses comptes.
À la mi-décembre 2018, une campagne GoFundMe est lancée pour collecter des fonds pour Spavor afin de couvrir les frais juridiques et de voyage après sa libération, mais après avoir atteint 10 000 $, le 7 janvier 2019, la plate-forme de financement participatif met fin à la campagne sans préavis ni explication. La campagne est rétablie plus tard.[réf. nécessaire]
Andrei Lankov, un expert de la Corée du Nord, s'est dit surpris de l'arrestation de Spavor dans ce « jeu d'otages », affirmant que Spavor « est d'origine très modeste [et] certainement pas le fils d'un PDG d'une grande entreprise canadienne ». Des amis décrivent Spavor « pas vraiment intéressé par le climat politique ou des enjeux géopolitiques », mais plutôt par les amitiés interculturelles .
Dans la perspective des premiers pourparlers diplomatiques de haut niveau entre des responsables chinois et américains travaillant pour Joe Biden, la date du procès de Spavor a été annoncée. Le 19 mars 2021, une audience à huis clos de deux heures pour Spavor se termine sans verdict immédiat et le tribunal populaire intermédiaire de Dandong déclare qu'il fixerait une date pour rendre sa décision plus tard. Parce que l'affaire concerne la loi chinoise sur la sécurité nationale, le chargé d'affaires à l'ambassade du Canada en Chine s'est vu refuser l'entrée pour fournir de l'assistance consulaire. Des diplomates des États-Unis, des Pays-Bas, du Royaume-Uni, de France, du Danemark, d'Australie, de Suède et d'Allemagne ont également demandé l'accès mais se le sont vu refuser. Le 10 août 2021, un tribunal chinois condamne Spavor à 11 ans d'emprisonnement pour espionnage et à une éventuelle expulsion. Il aurait notamment été accusé d'avoir pris en photo des avions militaires. Le jugement, qui survient quelques jours avant celui de Meng Wanzhou, est condamné par le Canada et les États-Unis, qui appellent à sa libération immédiate,.
À la suite d'un accord entre la justice américaine et Huawei, les États-Unis retirent leur demande d'extradition de Meng Wanzhou, et celle-ci est libérée le 24 septembre 2021 et rentre en Chine le lendemain. Spavor et Kovrig sont libérés le lendemain. Selon certains experts, cela confirme que leur détention agissait comme mesure de représailles ou comme monnaie d'échange pour libérer Wanzhou.